# Tempio di Venere Ericina (Quirinale)
Il Tempio di Venere Ericina era uno dei due templi di Roma antica dedicati a Venere Ericina; questo tempio era situato sul colle Quirinale, appena all'esterno del Pomerio, nei pressi di Porta Collina.

## Storia

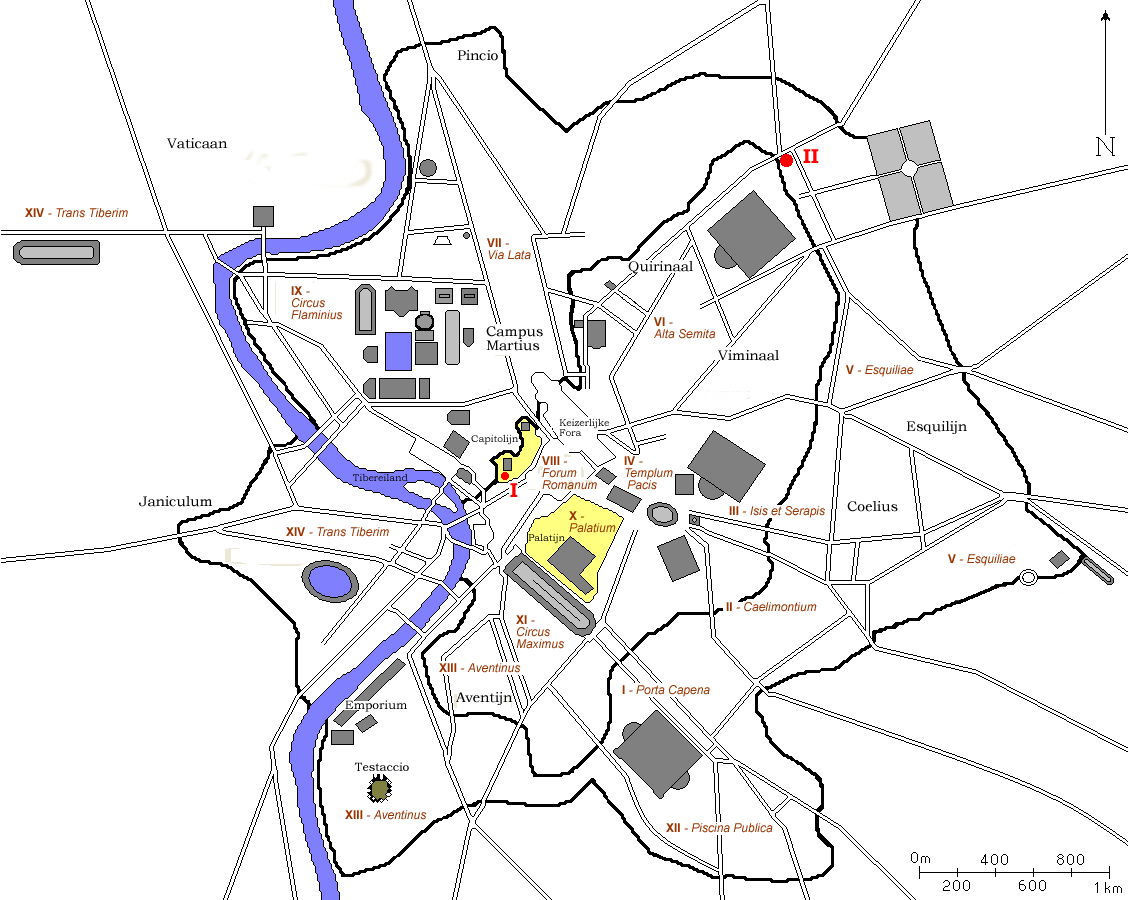
Mappa con indicati i due tempi di Roma dedicati a Venere Ericina (II al Quirinale)

Il tempio dedicato a Venere Ericina sul Quirinale fu votato nel 184 a.C. dal console Lucio Porcio Licino nel corso della guerra contro i Liguri e fu dedicato il 23 aprile del 181 a.C. dal figlio di Licino, che era in quell'anno duumviro.
Qui era posto un oracolo e si praticava la prostituzione sacra.
Il tempio venne probabilmente inglobato negli Horti Sallustiani, tanto che il tempio iniziò ad essere chiamato anche Aedes Veneris Hortorum Sallustianorum.
In questi paraggi vennero rinvenuti il Trono Ludovisi (di produzione locrese) e la grande testa femminile detta Acrolito Ludovisi, che potrebbe rappresentare quello che rimane della grande statua di culto (entrambi al Museo nazionale romano): può darsi che fossero opere originali della Magna Grecia (databili forse attorno al 460 a.C.) prelevate dall'originario santuario di Afrodite di Locri Epizefiri, in Calabria o, secondo un'altra ipotesi, da quello di Erice e collocate nel tempio appositamente costruito a Roma come nuova casa per la divinità.
Il Trono di Boston, rinvenuto nell'area, e secondo alcuni databile ad un periodo più recente (I secolo d.C.; scolpito per gli Horti Sallustiani), potrebbe essere semplicemente un falso.

## Descrizione
Il tempio sorgeva all'incrocio tra le moderne via Sicilia e via Lucania. Nel XVI secolo i ruderi del tempio erano ancora visibili. Un disegno di Pirro Ligorio lo mostra a base circolare.
Secondo Strabone, il tempio era una copia del tempio di Venere, sulla sommità del monte Erice, dedicato alla madre di Enea, ed era circondato da un pregevole porticato. Le colonne di marmo del tempio sono state reimpiegate in una cappella della chiesa di San Pietro in Montorio.
La probabile immagine della dea è conservata presso il museo di Palazzo Altemps (Acrolito Ludovisi), mentre il tempio potrebbe essere quello rappresentato su un denario databile attorno al 63-57 a.C. Se così fosse si tratterebbe di un tempio tetrastilo, posto su un'altura.

## Il dubbio rituale falloforico
Stando ad un passo di Marziale (III, 68, 8) sarebbe esistito un rituale falloforico compiuto "nel sesto mese" verso un tempio di Venere. Secondo J. Isaac, curatore dell'edizione delle Belles-Lettres, questo sarebbe avvenuto ad agosto ed il tempio in questione sarebbe quello di Venere Ericina. Questa interpretazione è stata ripresa da altri editori, anche di edizioni italiane, ma è stata fortemente criticata da Robert Schilling, il quale ha sottolineato che tale processione non è ricordata da alcun'altra fonte e da alcun calendario romano e che la supposizione che si tratti del tempio di Venere Ericina è completamente fantasiosa. Marziale, in realtà, avrebbe ripreso un rito greco, quello delle Arreforie, trasportandolo in ambiente romano.